# URAT1
URAT1（ゆーらっと わん、英: urate transporter 1）はSLC22A12としても知られる溶質キャリアファミリー22（Solute carrier family 22 (organic anion/cation transporter)メンバー12で、ヒトではSLC22A12 遺伝子によってコードされるタンパク質。  

## 機能
この遺伝子によってコードされるタンパク質は、血液中の尿酸のレベルを調節する尿酸輸送体および尿酸陰イオン交換体として働く。このタンパク質は、主に腎臓に見られる内在性膜タンパク質である。 この遺伝子には、異なるアイソフォームをコードする2つの転写バリアントが見つかっている 

## 臨床的な意義
この遺伝子の多数の一塩基多型（SNPs）は、腎臓における尿酸の再吸収の変化（増加または減少）と有意に関連している  。再吸収率が増加すると高尿酸血症の、減少すると低尿酸血症の、それぞれ原因となる。

## 相互作用
SLC22A12は、PDZK1 と相互作用することが知られている 。 

## 阻害
レシヌラド（Lesinurad ）は、痛風の治療に承認されている尿酸トランスポーター阻害剤 。レシヌラドは尿細管での尿酸再吸収を抑制することにより尿酸排泄を促進する。 プロベネシドは尿酸分泌も促進する 。 